# 見野文次郎
見野 文次郎（みの ぶんじろう、1869年2月6日〈明治元年12月25日〉 - 没年不明）は、日本の金融家、地主・家主、大阪府多額納税者、資産家、政治家。大阪府会議員。大阪市会議員。族籍は大阪府平民。

## 経歴
大阪府・見野彌三郎の長男。1887年、家督を相続する。金融業を営む。天王寺村の収入役や村会議員として村治に力を致す。天王寺村が大阪市に編入されて連合区会が開設されると議員に任じ、小学校新設、衛生施設の改善、道路の改修等に多大の功労があった。
1898年以来、南区会議員である。1909年には所得税調査委員に推され、1911年以降前後3回にわたって営業税審査委員に選出され、1915年には営業税調査委員となり、1919年に再選される。大阪府会議員、大阪市会議員に推挙される。

## 人物
見野文次郎について『大阪新人大観』は「天王寺部内にあって所謂御三家として重きを為す三名門の筆頭で、伝統的に付近一帯の人々に畏敬されているが、巨万の富と名望とを双肩に担いながら、一言片句、自家の威を示そうとする風なく、平民的な頗るさわりのよい人で、大家の大旦那にしてしかも大旦那らしく傲然たる處の微塵もない男である」と評する。
貴族院多額納税者議員選挙の互選資格を有する。住所は大阪市天王寺区勝山通1丁目。

## 家族・親族
見野家
家系について『大日本人物誌 一名・現代人名辞書』によると「見野家は代々農業を営み、維新前は公人と称し、四天王の祭日に当たり式事役を勤め苗字帯刀を許された旧家である。」という。『全日本業界人物大成 坤巻』によると「見野家は大阪土着の旧家であり、旧幕時代苗字帯刀を許され彼の天王寺界隈に在って所謂御三家として重きを為す三名門の一である。代々諸種の公職に推された。」という。
- 父・彌三郎[10][14]
- 弟・末次郎（1887年 - ?、家主[9]、市会議員、大政翼賛会市支部協力会議員、中央信用組合理事、金融業[15]） - 住所は天王寺区堂ケ芝[9][15]。
- 妹[13]
- 妻・スエ（1884年 - ?、大阪、海野梅三郎の妹[13][14]、海野八兵衛の五女[10][15]）
- 長男・佐次兵衛[14]（家主）[9]
- 二男・幸三（1904年 - ?、陸中尉、地家主）[15]
- 三男・萬治郎（1908年 - ?、資産家[10]、市吏員、家主[15]） - 住所は天王寺区堂ケ芝[15]。
- 四男[14]
- 五男[14]
- 長女[13]
- 二女[13]

親戚
- 妻の兄・海野梅三郎[13]（金融業）
- 妻の甥・海野八郎（幼稚園経営者、地家主）